# Renate Jost

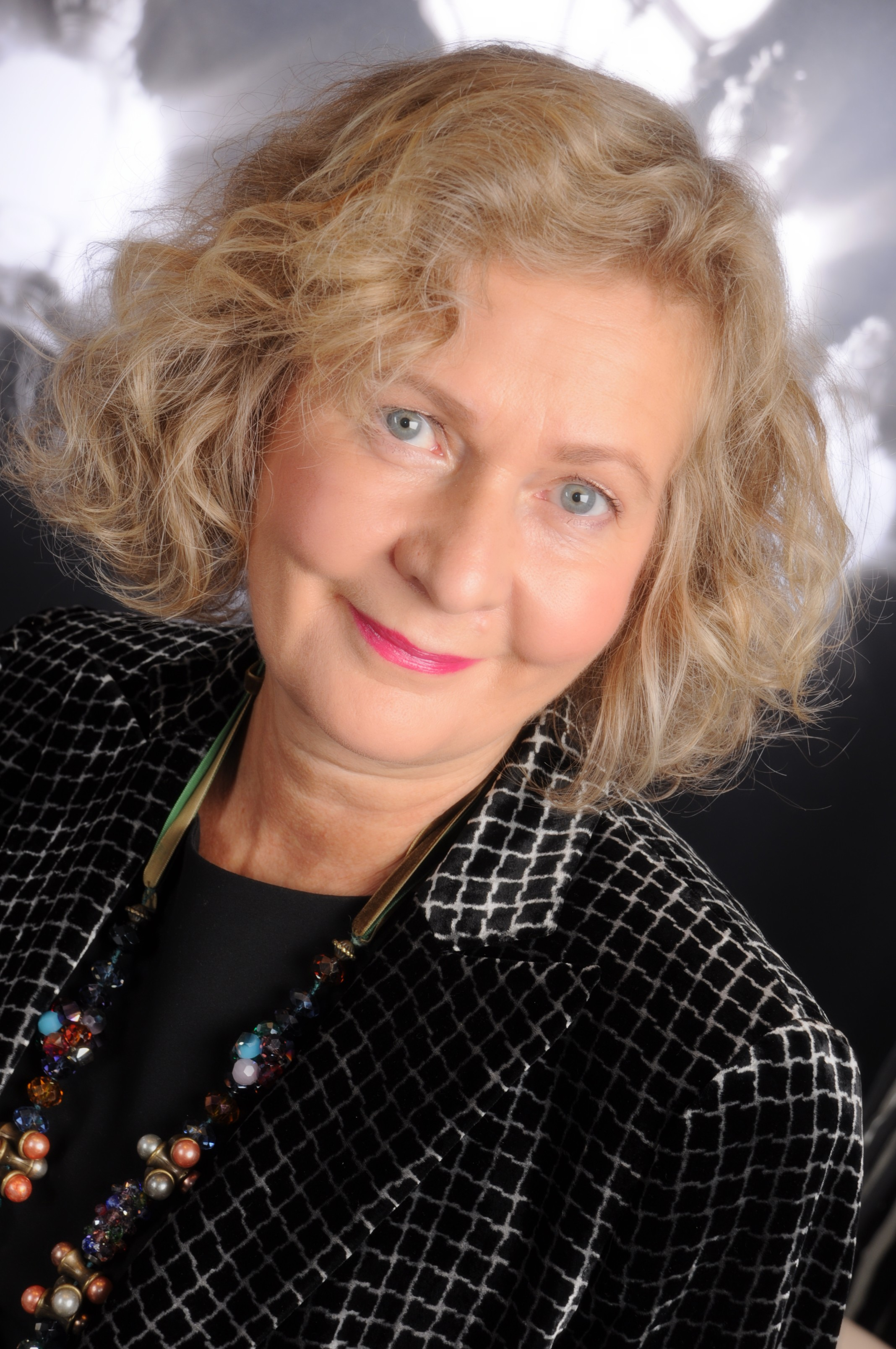
Renate Jost (2015)

Renate Jost (* 6. Mai 1955 in Darmstadt) war von 2003 bis 2021 Professorin für Feministische Theologie und Gender Studies an der Augustana-Hochschule Neuendettelsau.

## Leben
Renate Jost war von 1984 bis 1988 Gemeindepfarrerin in Frankfurt am Main und von 1989 bis 1993 wissenschaftliche Mitarbeiterin im Fach Altes Testament bei Willy Schottroff an der Johann Wolfgang Goethe-Universität. 1994 erfolgte die Promotion zum Doktor der Theologie. Von 1993 bis 1997 war sie Studienleiterin am Anna-Paulsen-Haus, dem Frauenstudien- und -bildungszentrum der EKD. Von 1997 bis 2003 war sie die erste Dozentin der neu geschaffenen Professur für Feministische Theologie an der Augustana-Hochschule. 2003 erfolgte die Habilitation. Sie wurde Ende des Wintersemesters 2020/21 emeritiert.

## Schriften (Auswahl)
- Das göttliche Mädchen. Jesus als das Weiblich-Göttliche in Vergangenheit und Gegenwart, Berlin 2019, ISBN 978-3-643-14009-8 (Internationale Forschungen in Feministischer Theologie und Religion. Befreiende Perspektiven, Bd. 9).
- Hrsg. mit Sarah Jäger: Vielfalt und Differenz : Intersektionale Perspektiven auf Feminismus und Religion. Berlin 2017, ISBN 978-3-643-13189-8 (Internationale Forschungen in Feministischer Theologie und Religion. Befreiende Perspektiven, Bd. 6).
- Neues aus dem Puppenkoffer: Theologische Impulse zu Geschlecht, Macht, Liebe. Festschrift für Renate Jost. Hrsg. Tina Binder; Sarah Jäger. Berlin 2015.
- Feministische Bibelwissenschaft im 20. Jahrhundert. Jost, Renate; Schüssler Fiorenza, Elisabeth, Stuttgart 2015.
- Feministische Bibelauslegungen : Grundlagen, Forschungsgeschichtliches, Geschlechterstudien. Berlin 2014.
- Gender - Religion - Kultur : biblische, interreligiöse und ethische Aspekte. Stuttgart 2011.
- Frauenmacht und Männerliebe. Egalitäre Utopien. Stuttgart 2006.
- Gender, Sexualität und Macht in der Anthropologie des Richterbuches. Stuttgart 2006 (BWANT. Band 164).
- Ihr aber, für wen haltet ihr mich? : Auf dem Weg zu einer feministisch-befreiungstheologischen Revision von Christologie. Gütersloh 1996.
- Feministische Impulse für den Gottesdienst. Stuttgart 1996.
- Frauen, Männer und die Himmelskönigin. Exegetische Studien. Gütersloh 1995.
- Wie Theologen Frauen sehen : von der Macht der Bilder. Freiburg im Breisgau 1993.
- Freundin in der Fremde. Rut und Noomi. Stuttgart 1992.
- Hrsg. mit Ursula Kubera: Befreiung hat viele Farben. Feministische Theologie als kontextuelle Befreiungstheologie. Gerd Mohn, Gütersloh 1991, ISBN 3-579-00534-0 (Siebenstern-Taschenbuch. Band 534).

Artikel und Aufsätze (Auswahl)
- The Impact of Women in Protestant Christian Ministry Today, in: Hartmut Bomhoff / Denise L. Eger / Kathy Ehrensperger / Walter Homolka (Hg.), Gender and Religious Leadership. Women Rabbis, Pastors and Ministers, London 2019.
- Themen feministischer/gendergerechter Christologien, in: Christian Danz / Michael Hackl (Hg.), Transformationen der Christologie : Herausforderungen, Krisen und Umformungen (Wiener Forum für Theologie und Religionswissenschaft, Bd. 17), Göttingen 2019, 211–233.
- Dorothee Sölle (1929–2003): politisch-mystische Seelsorgerin, in: Klaus Raschzok / Karl-Heinz Röhlin (Hg.), Kleine Geschichte der Seelsorge im 20. Jahrhundert : biografische Essays ; Festgabe für Richard Riess zum 80. Geburtstag, Leipzig 2018, 285–292.
- Samson and the Suicide Bombs Today, in: Mercedes Garcia Bachmann, Judges (Wisdom Commentary, Bd. 7), Collegeville, Minn. 2018, 186f.
- Intersektionalität als Herausforderung für Feministische Theologie, Gender Studies und Religion. Einführende Überlegungen, in: Jost, Renate / Jäger, Sarah (Hg.), Vielfalt und Differenz. Intersektionale Perspektiven auf Feminismus und Religion (Internationale Forschungen in Feministischer Theologie und Religion. Befreiende Perspektiven, Bd. 6), Münster 2017, 7–17.
- „Vom Himmel hoch, da komm ich her …“ Vorläufige Überlegungen zu Gender, Christkind und Engeln, in: Markus Buntfuß / Friedemann Barniske (Hg.), Luther verstehen. Person – Werk – Wirkung, Leipzig 2016, 311–322.
- Bibelwissenschaft und ihre Institutionalisierung im internationalen und ökumenischen Kontext aus einer deutschen Perspektive, in: Elisabeth Schüssler Fiorenza / Renate Jost (Hrsg.), Feministische Bibelwissenschaft im 20. Jahrhundert (Die Bibel und die Frauen 9,1), Stuttgart 2015, 371–402.
- 20 Jahre Theologische Frauenforschung. Feministische Theologie und Genderforschung an der Augustana-Hochschule, in: Augustana-Journal. Informationen aus Hochschule und Stiftung, Neuendettelsau 2015, 18–21.
- Das weibliche Christkind. Kulturelle, biblische und interreligiöse Aspekte, in: Diva. die Göttliche, Diakoninnenzeitung November 2015 / Nr. 50, 7–18.